# Shiro chronicle
Shiro chronicle (シロクロニクル?, Shiro kuronikuru) è il quinto album della rock band visual kei giapponese Plastic Tree. È stato pubblicato il 22 ottobre 2003 dalla Universal Music Japan.
Esistono due edizioni dell'album: una normale con custodia jewel case, ed una speciale in edizione limitata con cover diversa, custodia digipack in cartoncino contenuta in un cofanetto e posterino allegato.

## Il disco
Shiro chronicle è l'unico album dei Plastic Tree a contenere delle cover. Sono state scelte due canzoni famose in Giappone: la prima è Moshimo piano ga hiketa nara (もしもピアノが弾けたなら? "Se sapessi suonare il pianoforte"), originariamente cantata nel 1981 da Toshiyuki Nishida (西田敏行), e la seconda è Baka ni natta no ni (バカになったのに? "Sono stato uno scemo") del 1989 della band The Pees (The ピーズ).

## Tracce
Dopo il titolo è indicata fra parentesi "()" la grafia originale del titolo.
1. Irogoto (イロゴト?) - 5:26 (Ryūtarō Arimura)
2. National Kid (ナショナルキッド?) - 3:27 (Ryūtarō Arimura - Tadashi Hasegawa)
3. Mizuiro girlfriend -No Edit Version- (水色ガールフレンド-No Edit Version-?) - 4:16 (Ryūtarō Arimura)
4. Moshimo piano ga hiketa nara (もしもピアノが弾けたなら?) - 3:53 (Yū Aku - Kōichi Sakata)
5. Sunday (サンデー?) - 4:42 (Ryūtarō Arimura - Tadashi Hasegawa)
6. Seiza zukuri (星座づくり?) - 4:45 (Ryūtarō Arimura - Akira Nakayama)
7. Baka ni natta no ni (バカになったのに?) - 3:09 (Haruyuki Ōki)
8. Himitsu no carnival (秘密のカーニバル?) - 3:57 (Tadashi Hasegawa)
9. Picasso gokko (ピカソごっこ?) - 3:23 (Ryūtarō Arimura - Akira Nakayama)
10. Barrier (バリア?) - 4:40 (Ryūtarō Arimura - Akira Nakayama)
11. Saishū densha (最終電車?) - 5:01 (Ryūtarō Arimura)

## Singoli
- 21/05/2003 - Baka ni natta no ni
- 09/07/2003 - Moshimo piano ga hiketa nara
- 01/10/2003 - Mizuiro girlfriend

## Formazione
- Ryūtarō Arimura - voce e seconda chitarra
- Akira Nakayama - chitarra, cori, PC
- Tadashi Hasegawa - basso e cori
- Hiroshi Sasabuchi - batteria